# Good Hope River
Good Hope River är ett vattendrag i Dominica.   Det ligger i parishen Saint David, i den sydöstra delen av landet, 17 km nordost om huvudstaden Roseau. Good Hope River ligger på ön Dominica.